# Операция „Преднамерена сила“
Операция „Преднамерена сила“ (на английски: Operation Deliberate Force) е продължителна въздушна кампания, извършена от НАТО, целяща да подкопае военната способност на армията на Република Сръбска, която заплашва да атакува обозначените от ООН „безопасни зони“ в Босна и Херцеговина. Операцията се провежда между 30 август и 20 септември 1995 г. и включва 400 самолета и 5000 души персонал от 15 нации.
Операцията е планувана и одобрена от Северноатлантическия съвет на 25 юли и 1 август 1995 г. като пряк отговор на падането на Сребреница и Жепа.
На 10 август 1995 г. ключът за употреба на сила от НАТО, който изисква съгласието на Ясуши Акаши – специален представител на генералния секретар на ООН, преминава у главнокомандващия на ЮНПРОФОР – френския генерал Бернар Жанвие. Ключът на НАТО е в ръцете на адмирал Лейтън Смит, командващ съюзните сили в Югоизточна Европа в Неапол.
Събитието, довело да операция „Преднамерена сила“, се случва на 28 август 1995 г., след обстрела от сърбите на пазара Маркале в Сараево. Операцията започва веднага след изтеглянето на британските миротворци от ЮНПРОФОР от територията на Горажде, контролирана от босненските сърби. По време на кампанията са извършени 3515 полета срещу 338 индивидуални цели.
Около планината Игман край столицата се разполагат силите за бързо реагиране към ЮНПРОФОР, откъдето обстрелват сърбите. Повече от 1000 оръдейни залпа от тежките оръжия се стоварват върху сърбите край Сараево.